# Ophidion genyopus
Ophidion genyopus är en fiskart som först beskrevs av Ogilby, 1897.  Ophidion genyopus ingår i släktet Ophidion och familjen Ophidiidae. Inga underarter finns listade i Catalogue of Life.